# Ecliptica
Ecliptica é o álbum de estreia do grupo finlandês de power metal Sonata Arctica. Foi lançado em 1999 pela Spinefarm Records na Europa e pela Century Media Records nos Estados Unidos. É o único álbum com o baixista Janne Kivilahti. Em 2016, o vocalista, tecladista e escritor-compositor Tony Kakko descreveu o álbum como "tipo a extensão da nossa demo, nós não sabíamos o que estávamos fazendo e isso reflete no álbum e [o] torna meio fofo, se quiser."
Em 2017, o portal Loudwire o elegeu como o 16º melhor disco de power metal de todos os tempos.
| Críticas profissionais                                                      | Críticas profissionais |
| Avaliações da crítica                                                       | Avaliações da crítica  |
| Fonte                                                                       | Avaliação              |
| --------------------------------------------------------------------------- | ---------------------- |
| allmusic                                                                    | [ 3 ]                  |
| Esta tabela precisa de ser acompanhada por texto em prosa. Consulte o guia. |                        |

## Canções e temas
Sobre a faixa "Blank File", que fala de privacidade na internet, o vocalista Tony Kakko afirmou:
| “ | Eu tive uma visão sobre como as coisas seriam no futuro [risos]. Agora que estamos no futuro, não é horrendamente ruim, embora as pessoas estejam muito mal com relação à privacidade delas. Se você carrega as fotos da sua família em algum lugar on-line, mesmo que você ache que as apagou do servidor, elas ainda estão lá. "Blank File" é sobre isso. [...] Eu não considerei computadores por si só naquela época. [...] O ponto de partida foram todos os cartões telefônicos que nós tínhamos na época, e quando você está fazendo compras, alguém sabia o que você comprou. Eu achei aquilo de alguma forma perturbador. É ótimo perceber que após tanto tempo, suas canções ainda são válidas. | ” |

O tema seria novamente abordado no álbum seguinte da banda, Silence, na faixa "Weballergy".
Na faixa "Letter to Dana", o personagem do título, Dana O'Hara, foi batizada assim em referência à personagem do The X-Files Dana Scully.

## Regravação de 15 anos
Em 2014, o Sonata Arctica anunciou em sua página no Facebook que eles regravaram o álbum para celebrar seu 15º aniversário. A nova edição foi batizada de Ecliptica: Revisited; 15th Anniversary Edition e foi lançada em 24 de outubro de 2014, com a mesma lista de faixas que o lançamento regular original e uma faixa bônus inédita.
Comentando o álbum, o tecladista Henrik Klingenberg (que não era membro da banda na época do primeiro lançamento) afirmou:
| “ | Quando nossa gravadora japonesa sugeriu que nós regravássemos nosso álbum de estreia, pareceu meio esquisito, mas de alguma forma a ideia cresceu em nós. considerando que só Tony [Kakko] e Tommy [Portimo] tocaram no original, nós pensamos que seria uma coisa divertida a fazer. Nós definitivamente não estamos tentando reescrever a história. O "Ecliptica" original é o ponto inicial desta banda e um álbum muito especial com um certo quê de inocência e entusiasmo que não pode ser assim recriado já que não somos mais adolescentes. Tendo dito isso, esta nova versão é mais um tributo e uma atualização a como estas canções soam quando tocadas pela nossa atual formação. Queríamos manter-nos fiéis ao álbum original o quanto fosse possível e não tornar isto um projeto rearranjado e esquisito onde você não poderia dizer qual canção está sendo tocada. | ” |

O primeiro single da regravação é "Kingdom for a Heart", lançado digitalmente em 12 de setembro de 2014. De acordo com Henrik, a faixa foi escolhida para "representar o som geral do álbum".
Em uma entrevista concedida após o lançamento do álbum, Henrik disse que as únicas mudanças significativas na regravação foram as afinações mais graves e os solos rearranjados, e que a banda resistiu à "tentação" de dar às faixas uma "mudança completa". Ele também disse que a maior parte do álbum foi gravada nos estúdios caseiros dos membros da banda, durante as pausas da turnê mundial do Pariah's Child. Ele também comentou:
| “ | Eu acho que nós todos tocamos muito melhor nesses dias do que há 10 ou 15 anos. É claro que isso afetou a nova gravação também; contudo, parte do charme do Ecliptica original é que ele não foi tocado com um click track então os andamentos vão para cima e para baixo e também há um elemento de perigo - os caras eram jovens e o desempenho deles não era tão bom quanto é agora. Eu acho que esse tipo de entusiasmo juvenil é algo que está faltando no novo e, é claro, é impossível recriar esse tipo de pegada. | ” |

## Faixas
Todas as músicas compostas por Tony Kakko exceto "8th Commandment", "Replica" e "Picturing the Past", co-escritas por Jani Liimatainen
| N.º            | Título                                      | Duração |  |
| 1.             | "Blank File"                                | 4:05    |  |
| 2.             | "My Land"                                   | 4:36    |  |
| 3.             | "8th Commandment"                           | 3:41    |  |
| 4.             | "Replica"                                   | 4:54    |  |
| 5.             | "Kingdom for a Heart"                       | 3:51    |  |
| 6.             | "FullMoon"                                  | 5:07    |  |
| 7.             | "Letter to Dana"                            | 6:00    |  |
| 8.             | "UnOpened"                                  | 3:42    |  |
| 9.             | "Picturing the Past"                        | 3:36    |  |
| 10.            | "Destruction Preventer"                     | 7:38    |  |
| 11.            | "Mary-Lou" (Faixa bônus da edição japonesa) | 4:36    |  |
| Duração total: | Duração total:                              | 51:42   |  |

| Faixas bônus da edição remasterizada de 2008 |                                       |         |  |
| N.º                                          | Título                                | Duração |  |
| 11.                                          | "Mary-Lou"                            | 4:36    |  |
| 12.                                          | "Letter to Dana (Returned to Sender)" | 4:39    |  |

| Faixa bônus da edição de aniversário de 15 anos |                                    |                                           |         |  |
| N.º                                             | Título                             | Compositor(es)                            | Duração |  |
| 11.                                             | "I Can't Dance" (cover do Genesis) | Tony Banks, Phil Collins, Mike Rutherford |         |  |

## Músicos
- Tony Kakko – vocais/teclados
- Jani Liimatainen – guitarras
- Tommy Portimo – bateria
- Janne Kivlati - baixo

Músicos convidados
- Raisa Aine – flauta em "Letter to Dana"

Pessoal técnico
- Mikko Karmila - mixing at Finnvox Studios
- Mika Jussila - mastering at Finnvox Studios

Formação da edição do aniversário de 15 anos
- Tony Kakko – vocais/teclados
- Elias Viljanen – guitarras
- Pasi Kauppinen – baixo
- Henrik Klingenberg - teclados
- Tommy Portimo – bateria